# インフルエンザ菌
インフルエンザ菌（インフルエンザきん、Haemophilus influenzae）とは、パスツレラ科ヘモフィルス属のグラム陰性短桿菌で、主に呼吸器や中耳に感染する細菌の1種である。b型菌のことをHib（ヒブ）と呼ぶ。歴史的な理由によりインフルエンザという名称が付けられてはいるが、インフルエンザの病原体ではない。1890年代のインフルエンザの大流行の際に、原因菌として分離されたためインフルエンザ菌という名称が付けられたが、その後否定されたため名称だけが残ることとなった（インフルエンザの真の病原体は、RNAウイルスのインフルエンザウイルスである）。ただし、インフルエンザに引き続いて二次的感染を起こすことがある。

## 歴史
1892年にリヒャルト・プファイファーと北里柴三郎がインフルエンザ（当時流行していたロシアかぜ）の病原菌として独立に純粋培養に成功した。1918年にスペイン風邪が流行したとき、日本でインフルエンザ菌のワクチンを製造し、およそ500万人が接種したが、内務省衛生局はワクチンに効果なしと判断した。スペイン風邪でインフルエンザのウイルス説が研究され、山内保らは細菌濾過器で除去されない濾過性ウイルスであると結論した。1933年にウィルソン・スミスらがインフルエンザウイルスの継代に成功し、ウイルス説が広く認められ、細菌原因説は否定された。
1995年にインフルエンザ菌のH. influenzae Rd.株の全ゲノム配列が解析され、その後データが改定されることにより、本菌のゲノムは1,830,138塩基の環状染色体からなり、染色体上には1,657のタンパク質配列がコードされている事が明らかとなった。なお、インフルエンザ菌は、初めて全ゲノム配列が明らかとなった生物である。

## 性状
ヘモフィルス属のグラム陰性桿菌である。フィラメント状や球菌状の形態も呈する多形性という性質がある。発育因子としてX因子（ヘミン）とV因子（NAD）の両方を必要とする。ヘミン(hemin)を要求することは属名 (Haemophilus) の由来ともなっている。通常はブレインハートインフュージョン等の培地にヘミンとNAD、または羊脱線維血液を加えて培養する。
生物型ではI - VII型までの8つに分類され、このうちII型とIII型は莢膜を持たない。莢膜の血清型はa - fの6型に分けられる。血清型bの莢膜の構成成分である莢膜多糖体抗原 (phosphoribosylribotol phosphate) は病原因子として重要である。
非莢膜株は血清型分類できないという意味でnon-typable(NT)株とも呼ばれる。これに学名Haemophilus influenzaeの頭文字を略した"Hi"をつけて、b型菌を Hib、非莢膜株をNTHiなどと略すこともある。

## 病原性
非莢膜株と莢膜株とで大きく異なる病原性を持つ。
非莢膜株は健康なヒト、特に乳幼児の上気道(咽頭、鼻腔)にも常在している。感染症としては中耳炎、副鼻腔炎、気管支炎、肺炎などの気道感染症が多い。小児では気道感染症の3大起炎菌のひとつ（他は肺炎球菌、モラクセラ・カタラーリス）とされている。
莢膜株も上気道に保菌されていることがあるが、気道感染症を起こすことは少なく、直接血流中に侵入して感染症を起こすものと考えられている。莢膜株の感染症ではほとんどの場合b型が起炎菌で、敗血症、髄膜炎、結膜炎、急性喉頭蓋炎、関節炎などを起こす。b型以外の莢膜株が人に感染症を起こすことは稀であるが、Hibワクチン（ヒブワクチン）の普及によりb型以外による感染症が目立つようになってきている。

## 診断
感染病巣からの培養による菌の分離、同定が基本である。血清型b型は迅速診断法として共同凝集反応、酵素抗体法、PCR法などが用いられる。ラテックス凝集法はb型菌の迅速診断法として広く行われており、髄液（髄膜炎の場合）、尿（敗血症の場合）などを対象とする。

## 治療
一般にはペニシリン系抗生物質のアンピシリンなどが有効である。ただし、後述のとおり耐性菌の出現が問題となっている。

## 薬剤耐性
βラクタマーゼ産生菌(BLPAR)やβラクタマーゼ非産生アンピシリン耐性(BLNAR)インフルエンザ菌が報告された。BLNARの存在が報告されたのは1980年であり、それほどBLNARの発生はそれほど古い話ではない。しかし、2004年の北里大学の報告によると、検出されたインフルエンザ菌のうち21.3%（2002年）がBLNARであり、また2007年の長崎大学による報告では、19.5%（1995-1997年）がBLNARであり、近年の高い出現率が問題になっている。耐性機構としては、ペニシリン結合タンパク質であるPBP-3(ftsI)が重要な役割を果たしており、ftsIの変異と薬剤耐性の関係は遺伝子工学的アプローチにより部分的であるが明らかになっている。BLNARのftsIによる変異については、現在、Ubukataらによると3グループ（グループI、II、III）、さらに、Ubukataらの報告を発展する形で、Dabernetらにより6グループ（I、IIa、IIb、IIc、IId、III）に分類されている。Ubukataらの報告によると、グループI、IIは比較的弱いセフェム系への耐性を、IIIは高度耐性を有するものとされている。これについては、グループI、IIとIIIの間でのミスセンス変異数の違いに起因するという考察がある。その場合はβラクタマーゼ阻害薬配合ペニシリン系抗生物質、第2、第3世代セフェム系、ニューキノロン系が一般的に用いられる。実際に、ニューキノロン系抗菌薬のレボフロキサシンにはBLNAR グループI、II、III全てMICが非常に低い値を示している。
なお、インフルエンザ菌b型「Hib」の感染症、特に髄膜炎の場合には第3世代セファロスポリンであるセフトリアキソン、セフォタキシムが第一選択とされる。

## ワクチン

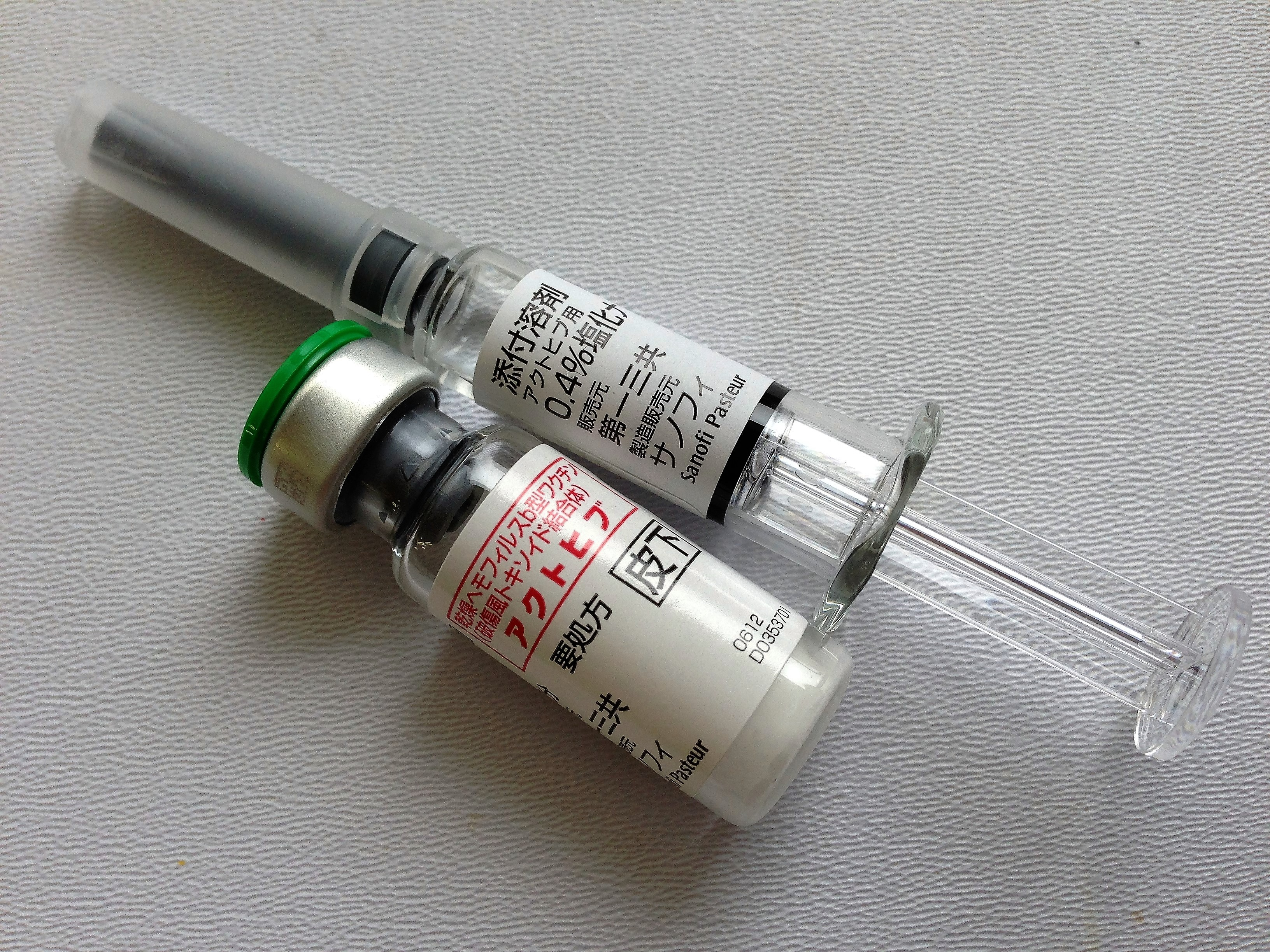
ActHIB。ヘモフィルス・インフルエンザ菌b型:Hib用ワクチン。薬剤本体(左下)と溶解液入りシリンジ（右上）

b型菌の莢膜多糖体抗原を輸送蛋白に結合させたワクチンは、b型菌(Hib)による重症感染症（Hib感染症）の予防に極めて有効である。世界100カ国以上でこのHibワクチンは導入されており、導入された国では Hib による髄膜炎、喉頭蓋炎がほとんど消失している。
2007年1月26日、Hib莢膜多糖体蛋白結合ワクチン（販売名アクトヒブ）が厚生労働省により承認され、問題となっている乳幼児のインフルエンザ菌感染への予防の切り札となることが期待されている。日本では2008年12月より任意接種可能となり、2013年4月より予防接種法による定期接種の対象となった。その結果、小児のHib髄膜炎発症は激減している。
接種年齢は、2か月齢以上になれば受けられる。望ましい接種スケジュールは、初回免疫として生後2か月から7か月になるまでに接種を開始し、4 - 8週間間隔で3回、追加免疫として3回目接種から1年後に1回の合計4回接種する。合計4回接種を受けた人のほぼ100%に抗体(免疫)が出来るため最適な予防接種プランとされている。生後7か月から1歳未満の場合は、4 - 8週間間隔で2回、追加免疫として2回目接種から1年後に1回の合計3回接種となる。1歳以上の場合は追加免疫はなく1回接種のみで抗体獲得となる。
Hibワクチン接種後、次のワクチンを接種する場合には、6日間以上の間隔をあける必要がある。但し、このワクチンは他のワクチンと同時接種が可能である。諸外国では三種混合と同時接種スケジュールが組まれ、定期予防接種に認定されている。

## 関連法規
- 感染症法（5類感染症）[15]